# Sonam Chuki
Sonam Chuki (ur. 7 kwietnia 1963) – bhutańska łuczniczka, olimpijka.
Wzięła udział w Letnich Igrzyskach Olimpijskich 1984 w Los Angeles, gdzie odpadła w rundzie wstępnej. Ostatecznie zdobyła 2194 punkty, przez co została sklasyfikowana na 43. miejscu, wyprzedzając cztery zawodniczki.